# まいらせ候 (仮名)
 、 (まいらせさうらふ) は、平仮名の一つである。（左アイか1890年、右1891年）

## 字源
「まいらせ候」の合略仮名である。

## 意味
① ( 動詞「まいらす（参）」に補助動詞「そうろう（候）」の付いたもの ) さし上げます。 さし上げております。 
② 「まいらす」を謙譲語の補助動詞として、他の動詞に付けて用いる場合。… してさし上げます。

## 用例
- - 1890年 https://dl.ndl.go.jp/info:ndljp/pid/866931/3
  - 1891年 https://dl.ndl.go.jp/info:ndljp/pid/885481/18
- - 1891年 https://dl.ndl.go.jp/info:ndljp/pid/885481/18
  - 1896年 https://dl.ndl.go.jp/info:ndljp/pid/866301/132
  - 1897年 https://dl.ndl.go.jp/info:ndljp/pid/882312/7

## 符号位置
令和3年9月現在、Unicode未収録である。